# Rudolf Brefin

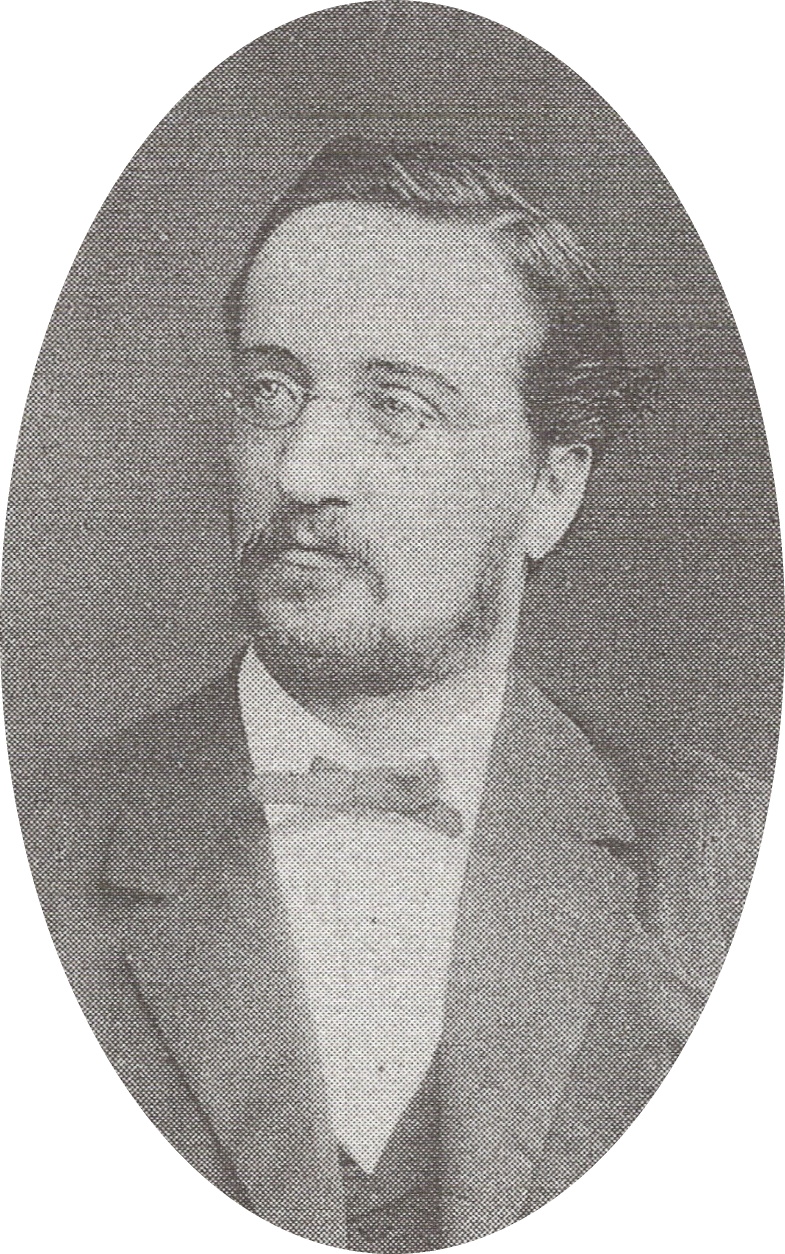
Rudolf Brefin, ca. 1885

Rudolf Brefin (* 23. August 1847 in Basel; † 1. Dezember 1892 in Schopfheim) war ein Schweizer Physiker und Mathematiklehrer.
Der 1847 in Basel geborene Sohn eines Bäckermeisters studierte nach dem Besuch des humanistischen Gymnasiums in Basel von 1865 bis 1868 Mathematik und Physik (bei Hermann Kinkelin, Eduard Hagenbach-Bischoff) sowie Mineralogie und Philosophie. Jeweils ein Semester verbrachte er danach in Heidelberg (bei Heinrich Weber, Otto Hesse, Gustav Robert Kirchhoff, Robert Wilhelm Bunsen und Hermann Kopp) und Berlin (bei Karl Weierstraß, Ernst Eduard Kummer, Leopold Kronecker, Georg Hermann Quincke und Heinrich Gustav Magnus).
Zurück in Basel unterrichtete Brefin an einem Gymnasium und promovierte 1871 bei Hagenbach-Bischoff (Von der Beugung des Lichtes). Von 1872 bis 1876 war er Hauptlehrer an der Kantonsschule in Aarau, dann drei Jahre lang am Benderschen Institut in Weinheim, wonach er Rektor der höheren Bürgerschule in Schopfheim wurde. Dieses Amt übte Brefin bis zu seinem Tod im Alter von 45 Jahren aus. 
1883 wurde er erster Vorsitzender der neu gegründeten Ortsgruppe Schopfheim des Schwarzwaldvereins, welcher
1892 den Bau des Aussichtsturms auf der Hohen Möhr beschloss. 1885 gründete er (zusammen mit Pfarrer Eberlin) einen Schachverein in Schopfheim. Brefin heiratete 1883 Bertha Friederike Boehringer; sie hatten sieben Kinder.